# بيت لاليش
بيت لاليش (بالإنجليزية: Pete Lalich)‏ مواليد 23 يونيو 1920 في لورين - الوفاة 1 فبراير 2008، كان لاعب كرة سلة أمريكي. بدأ مسيرته الاحترافية في سنة 1942. بلغ طوله 6 قدم 2 بوصة (1.9 م). اعتزل اللعب في 1946. لعب مع شيبويغن ريد سكينز.

## روابط خارجية
- بيت لاليش على موقع إن بي أي (الإنجليزية)
- بيت لاليش على موقع سبورتس رفرنس (الإنجليزية)
- بيت لاليش على موقع ريلجم (الإنجليزية)
- بيت لاليش على موقع بروبوليرز (الإنجليزية)
- بيت لاليش على موقع سبورتس رفرنس (الإنجليزية)